# Wahlkreis Eichsfeld I
Der Wahlkreis Eichsfeld I  (Wahlkreis 1) ist ein Landtagswahlkreis in Thüringen.
Der Wahlkreis umfasst vom Landkreis Eichsfeld die Gemeinden Arenshausen, Asbach-Sickenberg, Berlingerode, Birkenfelde, Bodenrode-Westhausen, Bornhagen, Brehme, Burgwalde, Dieterode, Dietzenrode-Vatterode, Ecklingerode, Eichstruth, Ferna, Freienhagen, Fretterode, Geisleden, Geismar, Gerbershausen, Glasehausen, Heilbad Heiligenstadt, Heuthen, Hohengandern, Hohes Kreuz, Hundeshagen, Kella, Kirchgandern, Krombach, Lenterode, Lindewerra, Lutter, Mackenrode, Marth, Pfaffschwende, Reinholterode, Rohrberg, Röhrig, Rustenfelde, Schachtebich, Schimberg, Schönhagen, Schwobfeld, Sickerode, Steinbach, Steinheuterode, Tastungen, Teistungen, Thalwenden, Uder, Volkerode, Wahlhausen, Wehnde, Wiesenfeld, Wingerode und Wüstheuterode. Dieses Gebiet wurde seit 1994 kaum verändert. Bei der ersten Landtagswahl in Thüringen 1990 hatte der Wahlkreis Heiligenstadt – Worbis II einen ähnlichen Zuschnitt.
Der Wahlkreis gilt mit seinem hohen katholischen Bevölkerungsanteil als CDU-Hochburg.

## Landtagswahl 2024
Die Landtagswahl 2024 fand am 1. September 2024 statt.
| Landtagswahl in Thüringen 2024 – WK Eichsfeld IZweitstimmen %403020100 39,3 %29,5 %10,6 %9,6 %4,0 %2,2 %1,6 %1,0 %0,7 %0,5 %0,4 %0,6 % CDUAfDBSWLinkeSPDGrüneFWFDPTier. hierFamilieBDSonst.Gewinne und Verlusteim Vergleich zu 2019 %p 12 10 8 6 4 2 0 −2 −4 −6 −8−10−0,8 %p+7,6 %p+10,6 %p−8,3 %p−1,8 %p−2,9 %p+1,6 %p−3,5 %p± 0,0 %p+0,5 %p+0,4 %p−3,4 %pCDUAfDBSWLinkeSPDGrüneFWFDPTier. hierFamilieBDSonst. |

| Gegenstand der Nachweisung | Gegenstand der Nachweisung | Erst- stimmen | Erst- stimmen | Zweit- stimmen | Zweit- stimmen |
| Bewerber                   | Partei                     | Anzahl        | %             | Anzahl         | %              |
| -------------------------- | -------------------------- | ------------- | ------------- | -------------- | -------------- |
| Wahlberechtigte            | Wahlberechtigte            | 36.854        | 36.854        | 36.854         | 36.854         |
| Wähler                     | Wähler                     | 28.113        | 28.113        | 28.113         | 76,3           |
| Ungültige Stimmen          | Ungültige Stimmen          | 347           | 1,2           | 281            | 1,0            |
| Gültige Stimmen            | Gültige Stimmen            | 27.766        | 98,8          | 27.832         | 99,0           |
| davon                      |                            |               |               |                |                |
| Carolin Held               | DIE LINKE                  | 2.001         | 7,2           | 2.669          | 9,6            |
| Stephanie Hüther-Keseling  | AfD                        | 8.281         | 29,8          | 8.207          | 29,5           |
| Thadäus König              | CDU                        | 15.085        | 54,3          | 10.943         | 39,3           |
| Maximilian Schröter        | SPD                        | 1.052         | 3,8           | 1.105          | 4,0            |
|                            | GRÜNE                      |               |               | 603            | 2,2            |
| Dario Uhde                 | FDP                        | 382           | 1,4           | 277            | 1,0            |
|                            | TIERSCHUTZ hier!           |               |               | 184            | 0,7            |
|                            | ÖDP / Familie ..           | 60            | 0,2           |                |                |
|                            | PIRATEN                    | 43            | 0,2           |                |                |
|                            | MLPD                       | 9             | 0,0           |                |                |
|                            | BÜNDNIS DEUTSCHLAND        | 115           | 0,4           |                |                |
|                            | BSW                        | 2.944         | 10,6          |                |                |
|                            | FAMILIE                    | 139           | 0,5           |                |                |
| Jörg Gottesleben           | FREIE WÄHLER               | 965           | 3,5           | 442            | 1,6            |
|                            | WU                         |               |               | 92             | 0,2            |

## Landtagswahl 2019
Die Landtagswahl 2019 fand am 27. Oktober 2019 statt und hatte folgendes Ergebnis für den Wahlkreis Eichsfeld I:
| Direktkandidat     | Partei                      | Wahlkreisstimmen in % | Landesstimmen in % |
| ------------------ | --------------------------- | --------------------- | ------------------ |
| Thadäus König      | CDU                         | 49,0                  | 40,1               |
| Marit Wagler       | DIE LINKE                   | 12,5                  | 17,9               |
| Birgit Pelke       | SPD                         | 05,4                  | 05,8               |
| Björn Höcke        | AfD                         | 21,4                  | 22,0               |
| Norbert Sondermann | GRÜNE                       | 06,0                  | 05,1               |
| –                  | NPD                         | –                     | 00,6               |
| Ronald Krügel      | FDP                         | 03,7                  | 04,5               |
| –                  | PIRATEN                     | –                     | 00,2               |
| –                  | Die PARTEI                  | –                     | 00,8               |
| –                  | KPD                         | –                     | 00,0               |
| –                  | TIERSCHUTZ hier!            | –                     | 00,7               |
| –                  | BGE                         | –                     | 00,1               |
| –                  | DIE DIREKTE!                | –                     | 00,2               |
| –                  | Blaue #Team Petry Thüringen | –                     | 00,0               |
| –                  | Graue Panther               | –                     | 00,5               |
| –                  | MLPD                        | –                     | 00,1               |
| –                  | ÖDP                         | –                     | 00,7               |
| –                  | Gesundheitsforschung        | –                     | 00,5               |
| Jörg Gottesleben   | Einzelbewerber              | 01,9                  | –                  |

Es waren 38.829 Personen wahlberechtigt. Die Wahlbeteiligung lag bei 68,3 %.  Als Direktkandidat wurde Thadäus König (CDU) gewählt. Er erreichte 49,0 % aller gültigen Stimmen.

## Landtagswahl 2014
Die Landtagswahl 2014 fand am 14. September 2014 statt und hatte folgendes Ergebnis für den Wahlkreis Eichsfeld I:
| Direktkandidat       | Partei                | Erststimmen in % | Zweitstimmen in % |
| -------------------- | --------------------- | ---------------- | ----------------- |
| Gerold Wucherpfennig | CDU                   | 55,4             | 54,9              |
| Marit Wagler         | DIE LINKE             | 12,5             | 13,9              |
| Birgit Pelke         | SPD                   | 06,7             | 07,3              |
| Matthias Bollwahn    | F.D.P.                | 03,4             | 02,2              |
| Norbert Sondermann   | Bündnis 90/Die Grünen | 05,1             | 04,3              |
| Björn Höcke          | AfD                   | 08,6             | 09,0              |
|                      | REP                   | -                | 00,1              |
| Jörg Gottesleben     | Fr. Wähler            | 05,2             | 04,2              |
|                      | KPD                   | -                | 00,1              |
| Thorsten Heise       | NPD                   | 03,1             | 03,4              |
|                      | DIE PARTEI            | -                | 00,2              |
|                      | Piraten               | -                | 00,4              |

Es waren 39.735 Personen wahlberechtigt. Die Wahlbeteiligung lag bei 55,7 %.  Als Direktkandidat wurde Gerold Wucherpfennig (CDU) gewählt. Er erreichte 55,4 % aller gültigen Stimmen.

## Landtagswahl 2009
Die Landtagswahl 2009 fand am 30. August 2009 statt und hatte folgendes Ergebnis für den Wahlkreis Eichsfeld I:
| Direktkandidat            | Partei                | Erststimmen in % | Zweitstimmen in % |
| ------------------------- | --------------------- | ---------------- | ----------------- |
| Dieter Althaus            | CDU                   | 54,2             | 52,2              |
| Johanna Scheringer-Wright | DIE LINKE             | 12,2             | 13,6              |
| Antje Ehrlich-Strathausen | SPD                   | 11,3             | 10,7              |
| Claudius Hille            | Bündnis 90/Die Grünen | 03,8             | 04,2              |
|                           | REP                   | -                | 00,2              |
| Matthias Bollwahn         | F.D.P.                | 06,8             | 07,8              |
| Marco Josef Tasch         | Fr. Wähler            | 08,3             | 06,7              |
| Thorsten Heise            | NPD                   | 03,4             | 03,6              |
|                           | ödp                   | -                | 00,9              |

Es waren 41.618 Personen wahlberechtigt. Die Wahlbeteiligung lag bei 65,6 %.  Als Direktkandidat wurde Dieter Althaus (CDU) gewählt. Er erreichte 54,2 % aller gültigen Stimmen.

## Landtagswahl 2004
Die Landtagswahl 2004 fand am 13. September 2004 statt und hatte folgendes Ergebnis für den Wahlkreis Eichsfeld I:
| Direktkandidat | Partei     | Erststimmen in % | Zweitstimmen in % |
| -------------- | ---------- | ---------------- | ----------------- |
| Dieter Althaus | CDU        | 74,1             | 68,9              |
|                | PDS        | 11,3             | 11,5              |
|                | SPD        | 09,2             | 08,9              |
|                | GRÜNE      | 02,8             | 02,9              |
|                | BSU        | -                | 00,1              |
|                | Graue      | -                | 00,5              |
|                | REP        | -                | 00,7              |
|                | F.D.P.     | 02,6             | 02,8              |
|                | Fr. Wähler | -                | 00,8              |
|                | KPD        | -                | 00,1              |
|                | NPD        | -                | 02,2              |
|                | ödp        | -                | 00,4              |
|                | ODAD       | -                | 00,1              |
|                | VIBT       | -                | 00,1              |

Es waren 41.160 Personen wahlberechtigt. Die Wahlbeteiligung lag bei 63,4 %.  Als Direktkandidat wurde Dieter Althaus (CDU) gewählt. Er erreichte 74,1 % aller gültigen Stimmen.

## Landtagswahl 1999
Die Landtagswahl 1999 fand am 12. September 1999 statt und hatte folgendes Ergebnis für den Wahlkreis Eichsfeld I:
| Direktkandidat | Partei     | Erststimmen in % | Zweitstimmen in % |
| -------------- | ---------- | ---------------- | ----------------- |
| Dieter Althaus | CDU        | 71,1             | 70,3              |
|                | SPD        | 13,1             | 12,8              |
|                | PDS        | 10,7             | 10,5              |
|                | GRÜNE      | 01,5             | 01,5              |
|                | DSU        | -                | 00,1              |
|                | DVU        | -                | 02,0              |
|                | REP        | 01,4             | 00,6              |
|                | Die Frauen | -                | 00,4              |
|                | F.D.P.     | 02,2             | 01,2              |
|                | NPD        | -                | 00,2              |
|                | Forum      | -                | 00,2              |
|                | PBC        | -                | 00,1              |
|                | VIBT       | -                | 00,2              |

 ⋅
Es waren 39,612 Personen wahlberechtigt. Die Wahlbeteiligung lag bei 64,6 %.  Als Direktkandidat wurde Dieter Althaus (CDU) gewählt. Er erreichte 71,1 % aller gültigen Stimmen.

## Landtagswahl 1994
Die Landtagswahl 1994 fand am 16. Oktober 1994 statt und hatte folgendes Ergebnis für den Wahlkreis Eichsfeld I:
| Direktkandidat | Partei | Erststimmen in % | Zweitstimmen in % |
| -------------- | ------ | ---------------- | ----------------- |
| Dieter Althaus | CDU    | 66,7             | 64,4              |
|                | SPD    | 18,6             | 19,6              |
|                | PDS    | 08,4             | 08,0              |
|                | F.D.P. | 02,2             | 02,4              |
|                | GRÜNE  | 04,1             | 03,1              |
|                | Forum  | -                | 00,6              |
|                | DSU    | -                | 00,1              |
|                | REP    | -                | 00,8              |
|                | Graue  | -                | 00,2              |
|                | ÖDP    | -                | 00,6              |
|                | STATT  | -                | 00,2              |

 ⋅
Es waren 37.756 Personen wahlberechtigt. Die Wahlbeteiligung lag bei 83,6 %.  Als Direktkandidat wurde Dieter Althaus (CDU) gewählt. Er erreichte 66,7 % aller gültigen Stimmen.

## Bisherige Abgeordnete
Direkt gewählte Abgeordnete des Wahlkreises Eichsfeld I waren:
| Jahr | Name                 | Partei | Anteil der Erststimmen |
| ---- | -------------------- | ------ | ---------------------- |
| 2024 | Thadäus König        | CDU    | 54,3 %                 |
| 2019 | Thadäus König        | CDU    | 49,0 %                 |
| 2014 | Gerold Wucherpfennig | CDU    | 55,4 %                 |
| 2009 | Dieter Althaus       | CDU    | 54,2 %                 |
| 2004 | Dieter Althaus       | CDU    | 74,1 %                 |
| 1999 | Dieter Althaus       | CDU    | 71,1 %                 |
| 1994 | Dieter Althaus       | CDU    | 66,7 %                 |